# Ko Lai Chak
Ko Lai Chak (in cinese: 高禮澤; 10 maggio 1976) è un ex tennistavolista hongkonghese.

## Carriera
Nel punto massimo della propria carriera ha conquistato la medaglia d'argento nel doppio alle Olimpiadi di Atene 2004, assieme al compagno Li Ching.